# Sofia Ochigava
Sofia Albértovna Ochigava (en ruso: Софья Альбертовна Очигава, Odintsovo, óblast de Moscú, Unión Soviética, 7 de julio de 1987) es una boxeadora amateur rusa, que compitió para su país en la categoría de peso ligero (menos de 60 kg) en el Campeonato Mundial de Boxeo Aficionado y en los Juegos Olímpicos de Londres de 2012. Compitió mano a mano por el título con la boxeadora irlandesa Katie Taylor en ambas ocasiones, saliendo victoriosa. También fue tres veces campeona de Europa (2005, 2007, 2009) y dos veces campeona del mundo (2005, 2006). En 2008, ganó la medalla de bronce del Campeonato Mundial.
Reside actualmente en su ciudad natal y tiene un origen georgiano. Partió con la práctica del kickboxing, pero finalmente optó por el boxeo amateur. En 2009, reconoció no tener algún interés en el boxeo profesional.